# الکساندر تیخونوف
الکساندر تیخونوف (به روسی: Александр Тихонов) ورزشکار مرد رشتهٔ بیاتلون اهل کشور اتحاد جماهیر شوروی است. وی در بین سال‌های ‎۱۹۶۸ تا ۱۹۸۰ میلادی در مسابقات بازی‌های المپیک زمستانی در مجموع ۵ مدال، شامل ۴ مدال طلا و ۱ نقره را کسب کرد.